# Meinongs Dschungel
Meinongs Dschungel ist der Name, den Richard Routley (1980) dem Lager der nicht existierenden Objekte in der Ontologie von Alexius Meinong gegeben hat.

## Übersicht
Meinong, ein österreichischer Philosoph, der an der Wende zum 20. Jahrhundert tätig war, glaubte, dass nicht existierende Dinge, auf die man sich scheinbar beziehen kann, eine Art von Sein haben müssen, das er als Sosein bezeichnete. Ein Einhorn und ein Pegasus sind beide nicht existent; dennoch ist es wahr, dass Einhörner Hörner haben und Pegasus Flügel haben. So können nicht existierende Dinge wie Einhörner, viereckige Kreise und goldene Berge unterschiedliche Eigenschaften haben und müssen ein „So-und-so-Sein“ haben, obwohl sie kein „Sein“ an sich haben. Die Seltsamkeit solcher Wesenheiten führte dazu, dass dieser ontologische Bereich als „Meinongs Dschungel“ bezeichnet wird. Der Dschungel wird in Meinongs Werk Über Annahmen (1902) beschrieben. Der Name wird William C. Kneale zugeschrieben, in dessen Probability and Induction (1949) die Passage "after wandering in Meinong's jungle of subsistence ... philosophers are now agreed that propositions cannot be regarded as ultimate entities" enthalten ist.
Die Meinongsche Gegenstandstheorie war einflussreich in der Debatte über Sinn und Bedeutung zwischen Gottlob Frege und Bertrand Russell, die zur Gründung der analytischen Philosophie und der modernen Sprachphilosophie führte. Russells Beschreibungstheorie ermöglicht es ihm, so P. M. S. Hacker, „thin out the luxuriant Meinongian jungle of entities (such as the round square), which, it had appeared, must in some sense subsist in order to be talked about“. Nach der Theorie der Beschreibungen sind die Sprecher nicht verpflichtet, die Existenz von Referenten für die von ihnen verwendeten Namen zu behaupten.
Meinongs Dschungel wird als Einwand gegen Meinongs Semantik angeführt, da letztere einen an ontisch unerwünschte Objekte bindet; es sei wünschenswert, sinnvoll über Einhörner sprechen zu können, so der Einwand, aber nicht an sie glauben zu müssen. Nominalisten (die glauben, dass allgemeine oder abstrakte Begriffe und Prädikate existieren, aber weder Universalien noch abstrakte Objekte) finden Meinongs Dschungel besonders unangenehm. Wie Colin McGinn es ausdrückt, "führt das naive Festhalten an den sprachlichen Erscheinungen nicht nur in eine logische Sackgasse, sondern auch zu metaphysischer Extravaganz – wie bei Meinongs Dschungel, der von schattenhaftem Sein befallen ist". Das Unbehagen an den ontologischen Verpflichtungen von Meinongs Theorie wird gemeinhin in dem Bonmot ausgedrückt, dass wir „Meinongs Dschungel mit Ockhams Rasiermesser zurückschneiden sollten“.
Meinongs Dschungel wurde von den Modalrealisten verteidigt, deren Semantik der möglichen Welt eine schmackhaftere Variante von Meinongs Gegenstandstheorie darstellte.
Für die Modalrealisten bleibt jedoch das Problem bestehen, die Bezugnahme auf unmögliche Objekte wie z. B. quadratische Kreise zu erklären. Für Meinong haben solche Objekte einfach ein „So-Sein“, das ihr gewöhnliches „Sein“ ausschließt. Dies bedeutet jedoch, dass „So-Sein“ im Sinne Meinongs nicht gleichbedeutend mit der Existenz in einer möglichen Welt ist.